# Miljatino-Evangelistar
Das Miljatino-Evangelistar ist eine Handschrift in kirchenslawischer Sprache, die wahrscheinlich im frühen 12. Jahrhundert in Nowgorod entstand. Sie enthält auf 160 Pergamentblättern die Texte (Perikopen) aus den Evangelien des Neuen Testaments für die liturgische Lesung vom Mittwoch der sechsten Woche nach Ostern bis Dienstag vor Ostern (es fehlen die ersten und letzten Blätter).
Im Text befindet sich eine farbige Miniatur des Evangelisten Johannes, die wahrscheinlich aus einer anderen Handschrift hinzu kam. Auf dem letzten Blatt ist eine Notiz des Schreibers, des Priesters Domka aus Nowgorod erhalten.
Das Manuskript befand sich bis 1812 im Besitz von P. K. Frolow. Heute wird sie in der Russischen Nationalbibliothek in Sankt Petersburg verwahrt.